# Svátosti katolické církve

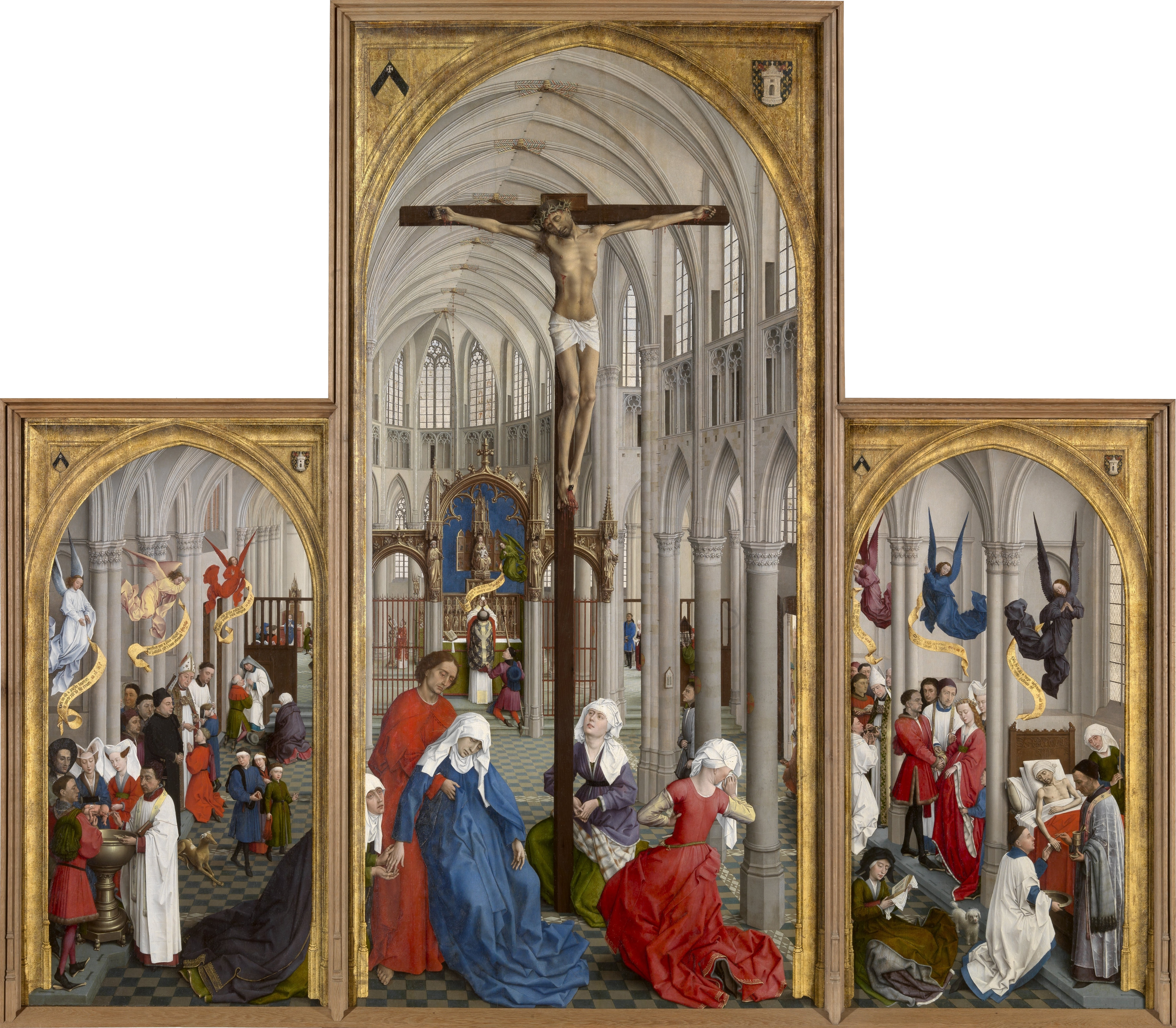
Oltářní obraz Sedm svátostí od Rogiera van der Weydena, kolem roku 1448

Katolická církev má sedm svátostí, které podle katolické teologie ustanovil Ježíš a svěřil je církvi. Svátosti jsou viditelné obřady chápané jako znamení a účinné prostředky neviditelné Boží milosti pro všechny, kdo je přijímají s náležitou dispozicí.
Sedm svátostí katolické církve bývá často rozdělováno do tří kategorií:
- tři svátosti iniciační, které uvádějí do křesťanského života (do církve, Kristova těla):

1. křest,
2. biřmování a
3. eucharistie;
- dvě svátosti uzdravující, které tvoří:

4. svátost smíření a
5. svátost pomazání nemocných;
- a dvě svátosti sociální k službě společenství  (nazývané též služebné svátosti):

6. svátost kněžství a
7. svátost manželství.

## Výčet

### Historie
Počet svátostí v rané církvi byl proměnlivý a neurčitý; například Petr Damián jich uvedl jedenáct, včetně svěcení králů, Hugo od svatého Viktora jich vyjmenoval téměř třicet, i když na první místo se zvláštním významem postavil křest a svaté přijímání. Současných sedm svátostí stanovil v Sentencích Petr Lombardský a těchto sedm potvrdil čtvrtý lateránský koncil v roce 1215.

### Současnost

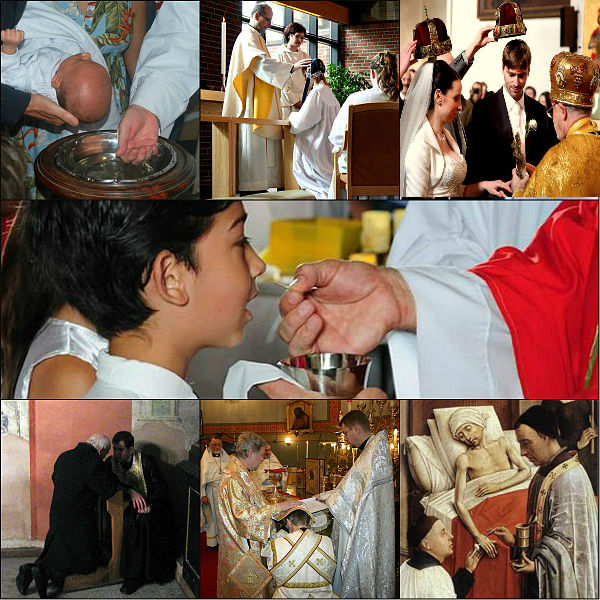
Sedm svátostí katolické církve

Katechismus katolické církve uvádí následující seznam svátostí: „Celý liturgický život se soustřeďuje okolo eucharistické oběti a svátostí. V církvi je sedm svátostí: křest, biřmování, eucharistie, pokání, pomazání nemocných, kněžství a manželství.“
Seznam sedmi svátostí, který již uvedl Florentský koncil (1439), potvrdil Tridentský koncil (1545–1563), který uvedl:
KÁNON I. – Říká-li někdo, že svátosti Nového zákona nebyly všechny ustanoveny Ježíšem Kristem, naším Pánem, nebo že jich je více nebo méně než sedm, totiž křest, biřmování, eucharistie, pokání, svátost pomazání, kněžství a manželství, nebo dokonce že některá z těchto sedmi svátostí není pravá a správná, ať je anathemován.
KÁNON IV. – Říká-li někdo, že svátosti Nového zákona nejsou nutné ke spáse, nýbrž zbytečné, a že bez nich nebo bez touhy po nich lidé získávají od Boha pouhou vírou milost ospravedlnění, – ačkoli všechny (svátosti) nejsou nutné pro každého jednotlivce, ať je anathemován.

## Dogmatické aspekty
„Posvátná tradice a Písmo svaté tvoří jeden posvátný poklad Božího slova, svěřený církvi.“ „V liturgii, především v liturgii svátostí, je část neměnná, část, která je Bohem ustanovená a jejíž strážkyní je církev, a části, které se mohou měnit a které má církev moc a příležitostně i povinnost přizpůsobovat kulturám nedávno evangelizovaných národů.“ Křest nelze změnit tak, aby umožňoval jinou než trinitární formuli. „Každý, kdo si je vědom těžkého hříchu, musí před přistoupením k přijímání přijmout svátost smíření.“ Pokud jde o manželství, „opírajíc se o Písmo svaté, které homosexuální jednání představuje jako jednání těžké zkaženosti, tradice vždy prohlašovala, že ,homosexuální jednání je vnitřně neuspořádané' [...] odporuje přirozenému zákonu.“ „Kněžské svěcení žen není možné.“
Účinnost svátostí nezávisí na tom, zda je celebrant ve stavu milosti. Jejich moc nepochází od celebranta ani od příjemce, ale od Boha. Působí v nich sám Kristus. Skutečné účinky („plody“) svátosti však závisí také na dispozicích příjemce: „aby liturgie mohla mít plné účinky, je třeba, aby k ní věřící přistupovali s náležitými dispozicemi, aby jejich mysl byla naladěna na její hlas a aby spolupracovali s Boží milostí, aby ji nepřijímali nadarmo“.

## Víra a milost

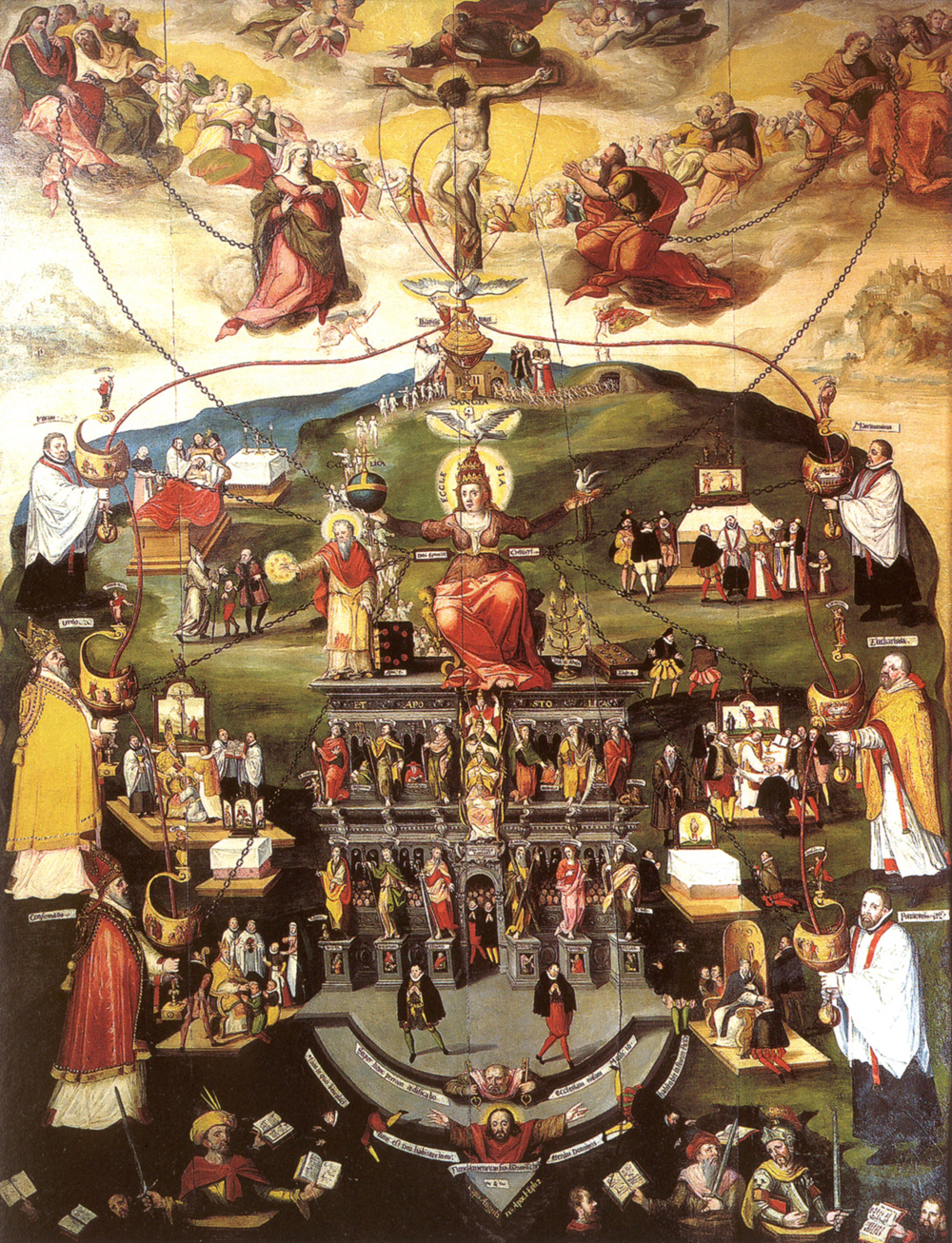
Rozdělování Božích milostí církví prostřednictvím svátostí. Uprostřed personifikovaná Ecclesia s (papežskou) tiárou; nad ní křest, z něhož vytékají proudy milostí; vpravo manželství, eucharistie, zpověď; vlevo pomazání nemocných, kněžské svěcení, biřmování (Johannes Hopffe, Wrisbergův epitaf, Hildesheim, před rokem 1615).

Katolická církev učí, že svátosti jsou „účinná znamení milosti, ustavená Kristem a svěřená církvi, jimiž se nám uděluje božský život“. Církev učí, že účinek svátosti přichází ex opere operato, samotným faktem jejího udělení, bez ohledu na osobní svatost služebníka, který ji uděluje. Nicméně nedostatek správné dispozice příjemce přijmout předávanou milost může zablokovat účinnost svátosti v jeho osobě. „Svátosti víru nejen předpokládají, ale také ji slovy a věcmi živí, posilují a vyjadřují.“
Zatímco církev sama je univerzální svátostí spásy, svátosti katolické církve v užším slova smyslu představují sedm svátostí, které „se dotýkají všech etap a všech důležitých okamžiků křesťanského života: dávají vznik a růst, uzdravení a poslání křesťanskému životu z víry“. „Církev potvrzuje, že pro věřící jsou svátosti Nové smlouvy nezbytné ke spáse“, i když ne všechny jsou nezbytné pro každého jednotlivce.

## Iniciační svátosti
Hlavní článek: Iniciační svátosti#Křesťanské iniciační rituály
Kompendium Katechismu katolické církve uvádí: „Křesťanská iniciace se uskutečňuje prostřednictvím svátostí, které vytvářejí základy křesťanského života. Věřící znovuzrození křtem jsou posilováni biřmováním a poté živeni eucharistií“."

### Křest
Hlavní článek: Křest#V křesťanství
Viz též: Křestní sliby

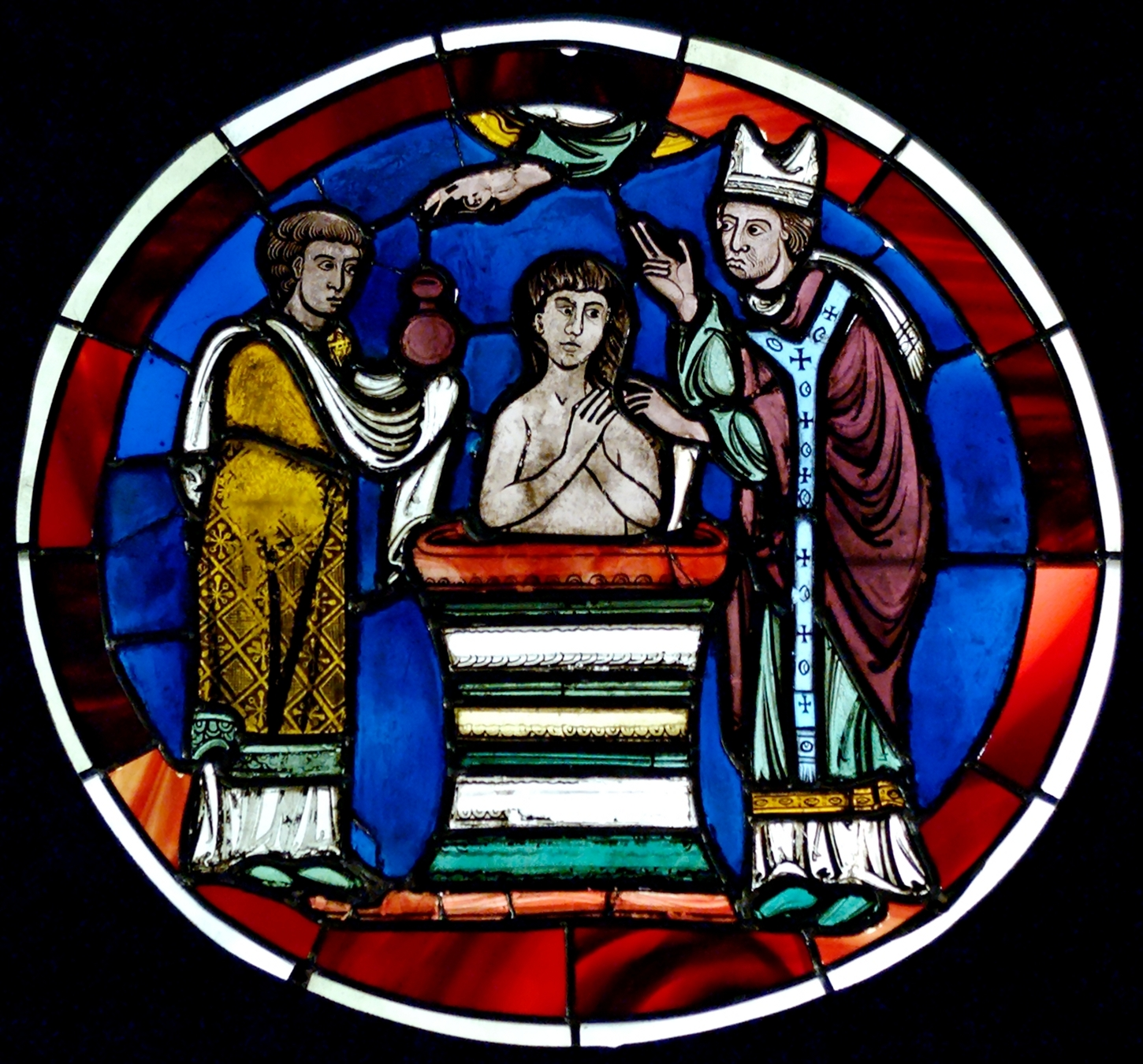
Vitráž se scénou udělování křtu, poslední čtvrtina 12. století,
Sainte-Chapelle, Paříž

Římskokatolická církev považuje křest za první a základní svátost křesťanské iniciace. V západní neboli latinské církvi se dnes křest obvykle uděluje tak, že se přijímajícímu třikrát vylije voda na hlavu a zároveň uděloval křtu pronese křestní formuli: „Já tě křtím ve jménu Otce i Syna i Ducha svatého“; srov. Mt 28, 19 (Kral, ČEP). Ve východních katolických církvích byzantského obřadu se používá potopení nebo ponoření a formule zní: „Boží služebník N. je křtěn ve jménu Otce i Syna i Ducha svatého.“ Ačkoli lití se obvykle nepoužívá, jeho platnost se uznává, pokud voda stéká po kůži, protože jinak se nejedná o omytí.

### Biřmování
Hlavní článek: Biřmování v katolické církvi
Biřmování neboli pomazání křižmem je druhou svátostí křesťanské iniciace. „Nazývá se křižmo (ve východních církvích: pomazání svatým myronem nebo chrismem), protože základním obřadem této svátosti je pomazání křižmem. Nazývá se biřmování, protože potvrzuje a posiluje křestní milost“. Uděluje se „pomazáním posvátným křižmem (olejem smíchaným s balzámem a posvěceným od biskupa), které se provádí vložením ruky kněze, který vyslovuje svátostná slova vlastní obřadu“. Tato slova v západní i východní variantě označují dar Ducha svatého, který příjemce označuje jako pečeť. Prostřednictvím této svátosti se „posiluje a prohlubuje milost udělená ve křtu.“ Stejně jako křest může být biřmování přijato pouze jednou a příjemce musí být ve stavu milosti (to znamená bez jakéhokoli známého nevyznaného smrtelného hříchu), aby mohl přijmout jeho účinky. „Udělovatelem“ svátosti je platně vysvěcený biskup; pokud svátost uděluje kněz („presbyter“) – jak se to běžně děje ve východních církvích a ve zvláštních případech (např. při křtu dospělého nebo v nebezpečí smrti malého dítěte) v latinské církvi (KKC, §1312–§1313) – je spojení s vyšším řádem naznačeno použitím oleje (známého jako „chrisma“ nebo „myron“), který biskup požehnal na Zelený čtvrtek samotný nebo v den jemu blízký. Na Východě, který zachovává starobylou praxi, uděluje svátost farář bezprostředně po křtu. Na Západě, kde je tato svátost obvykle vyhrazena těm, kdo jsou schopni pochopit její význam, se začala odkládat až do rané dospělosti příjemce; ve 20. století, poté co papež Pius X. zavedl první svaté přijímání pro děti po dosažení věku rozlišovací způsobilosti, se rozšířila praxe přijímat biřmování později než eucharistii; ale stále více se obnovuje tradiční pořadí, kdy se biřmování uděluje před prvním svatým přijímáním.

### Eucharistie
Hlavní článek: Eucharistie v katolické církvi

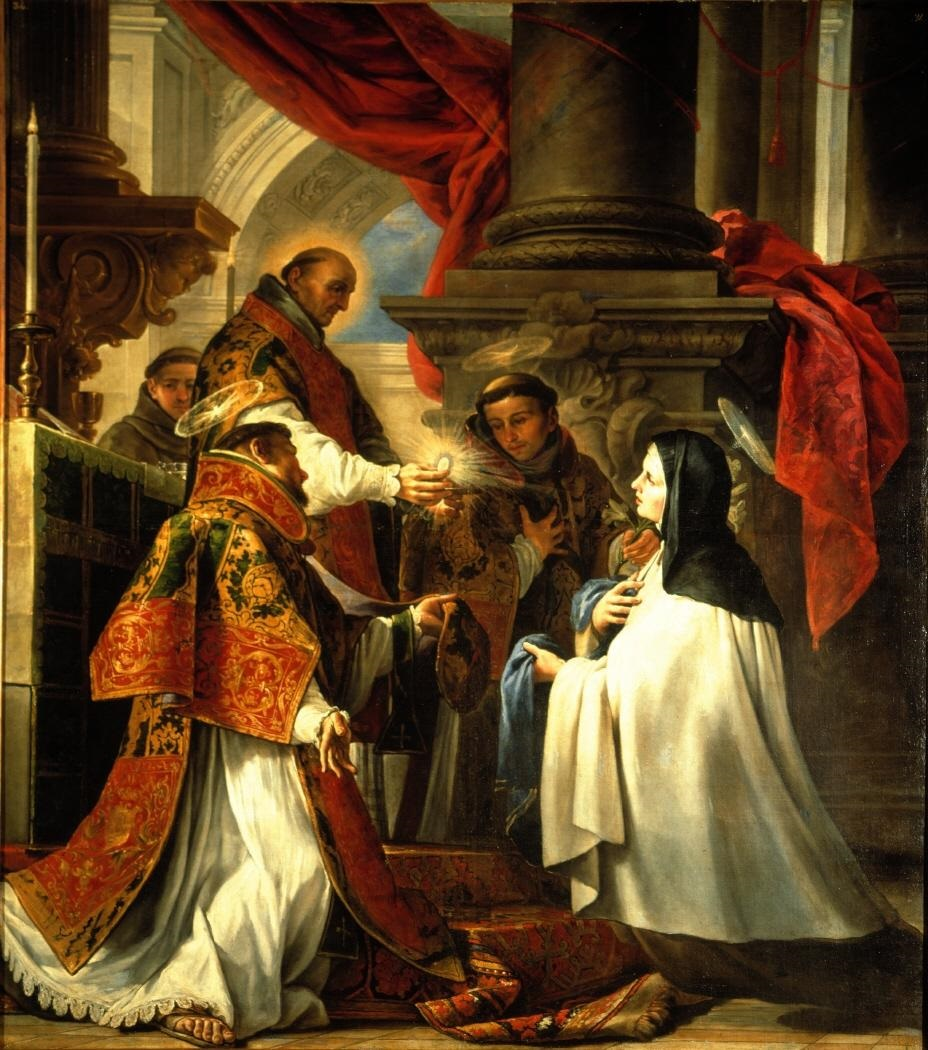
Přijímání Svaté Terezie, Juan Martín Cabezalero, Muzeum Lázaro Galdiano, Madrid

Eucharistie, nazývaná také Nejsvětější svátost, je svátost – třetí svátost křesťanské iniciace, o níž Katechismus katolické církve říká, že „završuje křesťanskou iniciaci“ –, kterou katolíci přijímají Tělo a Krev Ježíše Krista a podílejí se na eucharistické památce jeho jediné oběti. První z těchto dvou aspektů svátosti se také nazývá svaté přijímání. Chléb – který musí být pšeničný a který je v latinském, arménském a etiopském obřadu nekvašený, ale ve většině východních obřadů je kvašený – a víno – které musí být z hroznů – používané při eucharistickém obřadu se v katolické víře proměňují ve své vnitřní skutečnosti, i když ne navenek, v Tělo a Krev Kristovu, což je proměna, která se nazývá transsubstanciace. „Služebníkem, který je schopen vysluhovat svátost eucharistie v osobě Krista, je pouze platně vysvěcený kněz.“ Slovo „kněz“ (lat. sacerdos) zde zahrnuje jak biskupy, tak i ty kněze, kteří se nazývají také presbyteři. Řádnými služebníky podávání svatého přijímání jsou, jakožto kněží prvního stupně kněžského svěcení, také jáhni (sacerdotes). Laici mohou být oprávněni působit jako mimořádní služebníci svatého přijímání. Eucharistická slavnost je považována za „zdroj a vrchol“ křesťanského života, za vrchol posvěcujícího působení Boha na věřící a jejich uctívání Boha, za styčný bod mezi nimi a nebeskou liturgií. Je tak důležitá, že účast na eucharistické slavnosti (viz mše svatá) je považována za povinnou v každou neděli a o zasvěceném svátku, v ostatní dny je doporučována. Pro ty, kdo se účastní mše svaté, je také doporučeno přijímat s náležitou dispozicí svaté přijímání. To je považováno za povinné alespoň jednou ročně, a to během velikonočních svátků.

### Obnovené pořadí iniciačních svátostí
V druhé polovině roku 2010 se některé diecéze latinského ritu ve Spojených státech, stejně jako v jiných zemích, vrátily k původnímu pořadí tří svátostí křesťanské iniciace, tj.: křest, biřmování a nakonec první svaté přijímání.
Katechismus katolické církve se o tomto řádu zmiňuje v §1212 a v §1322 slovy: „Svátost eucharistie završuje křesťanskou iniciaci.“
Podávání eucharistie před biřmováním začalo v latinském obřadu na rozdíl od jiných obřadů v důsledku dekretu papeže Pia X. z roku 1910 Quam singulari Christus amore (v překladu: „Jak zvláštní byla Kristova láska“), který říká, že přijímání se nemá odkládat po dosažení rozumového věku dítěte. Americké diecéze se tomuto nařízení podřídily, ale biřmování s ním od pozdějšího věku nepředcházely.

## Uzdravující svátosti

### Pokání
Hlavní článek: Svátost smíření

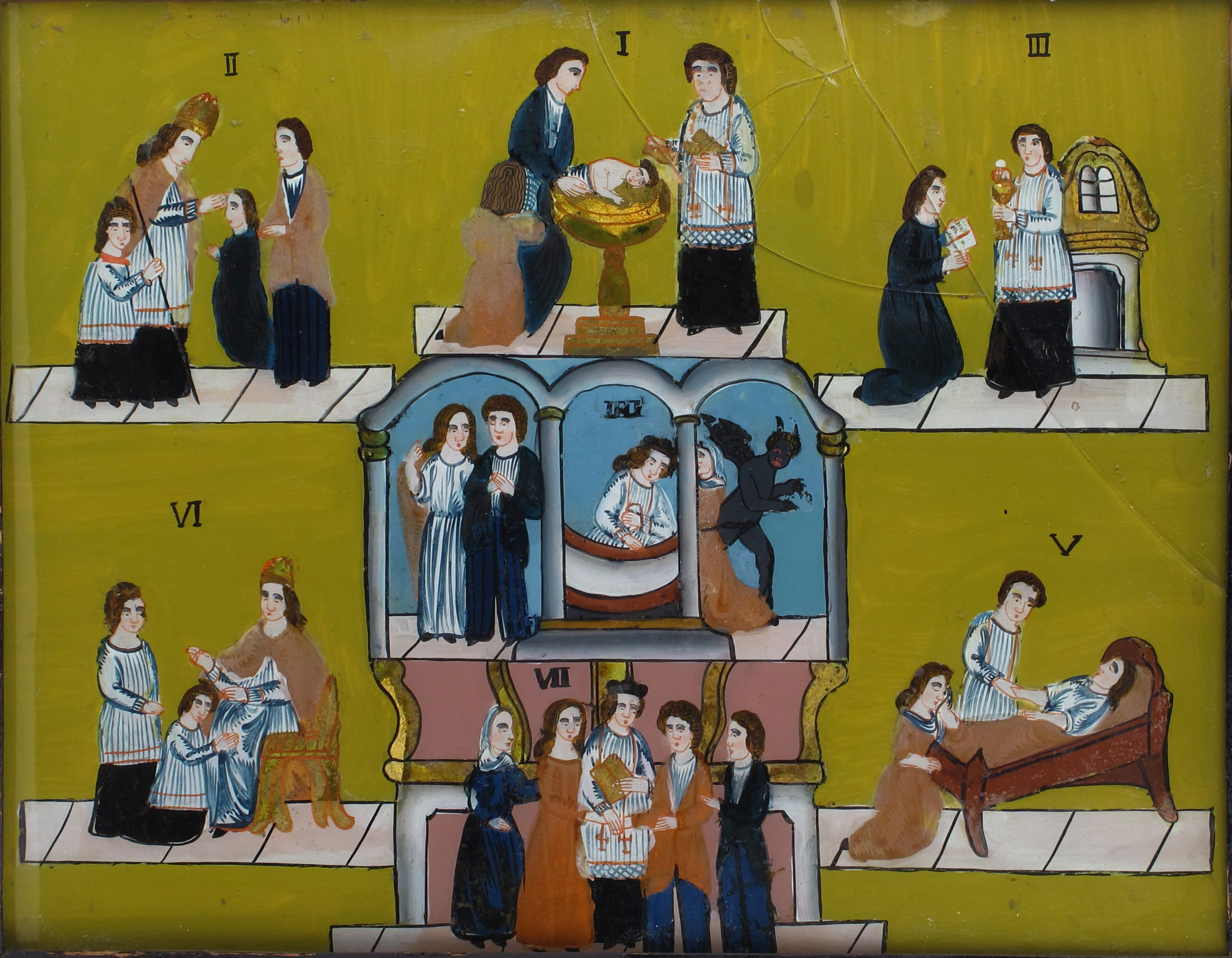
Vitráž Sedm svátostí; uprostřed stylizovaná svátost smíření (19. stol.)

Svátost pokání (či smíření) je první ze dvou uzdravujících svátostí. Katechismus katolické církve mluví o svátosti obrácení, zpovědi, odpuštění a smíření. Jedná se o svátost duchovního uzdravení pokřtěného člověka ze vzdáleného od Boha v důsledku spáchaných hříchů. Když lidé po křtu zhřeší, nemůže jim křest sloužit jako lék; křest, který je duchovní obnovou, nelze udělit podruhé.
Svátost zahrnuje čtyři prvky:
1. Kajícnost (upřímná lítost kajícníka nad špatným jednáním nebo hříchem; pokud by upřímná lítost chyběla, obřad nemá žádný účinek);
2. Zpověď knězi, který má pověření zpověď vyslechnout (CIC, kán. 966 §1) – ačkoliv by mohlo být zdánlivě duchovně užitečné vyzpovídat se někomu, kdo nepřijal kněžské svěcení, pouze kněz má moc tuto svátost udělovat;
3. Rozhřešení knězem a,
4. Zadostiučinění nebo pokání.

„Mnohé hříchy ubližují bližnímu. Je třeba všemožně usilovat o nápravu (například vrátit ukradené věci, očistit pověst toho, kdo byl pomluven, poskytnout satisfakci). To vyžaduje prostá spravedlnost. Avšak nadto hřích hřích zraňuje a oslabuje samotného hříšníka, jakož i jeho vztahy k Bohu a k bližnímu. Rozhřešení odstraňuje hřích, ale není lékem na všechno, co hřích uvedl do nepořádku. Hříšník, který byl zbaven hříchu, musí ještě nabýt plného duchovního zdraví. Musí tedy vykonat něco navíc, aby napravil vlastní viny: musí přiměřeným způsobem ,zadostiučinit' nebo ,odpykat' své hříchy. Toto zadostiučinění se také nazývá ,pokání'“ (KKC, §1459). V prvních křesťanských staletích byl tento prvek zadostiučinění poměrně obtížný a obvykle předcházel rozhřešení, ale nyní obvykle zahrnuje jednoduchý úkol, který má kajícník vykonat později, aby učinil určité zadostiučinění a jako léčivý prostředek k posílení proti dalšímu pokušení.
Kněz je vázán „zpovědním tajemství“ – pečetí, která je nedotknutelná. „Proto je naprosto špatné, když zpovědník jakýmkoli způsobem zradí kajícníka, ať už z jakéhokoli důvodu, ať už slovem nebo jakýmkoli jiným způsobem.“ Zpovědník, který přímo poruší svátostnou pečeť, se automaticky vystavuje exkomunikaci, jejíž zrušení je vyhrazeno Svatému stolci.
V některých diecézích jsou některé hříchy „vyhrazeny (rezervovány)“, což znamená, že je mohou rozhřešit pouze někteří zpovědníci. Některé hříchy, jako je porušení svátostné pečeti, svěcení biskupů bez povolení Svatého stolce, přímé fyzické útoky na papeže a úmyslné znesvěcení eucharistie, jsou vyhrazeny Svatému stolci. K rozhřešení těchto hříchů je obvykle zapotřebí zvláštní případová fakulta Apoštolské penitenciárie.

### Pomazání nemocných
Hlavní článek: Pomazání nemocných v katolické církvi

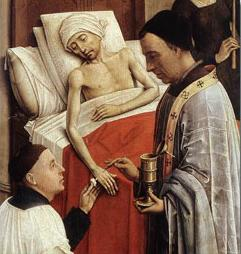
Poslední pomazání z oltářního obrazu Rogier van der Weydena

Pomazání nemocných je druhou svátostí uzdravující. Při této svátosti kněz pomazává nemocné olejem požehnaným speciálně pro tento účel. „Pomazání nemocných může být uděleno každému členu věřících, který poté, co dosáhl užívání rozumu, začíná být v nebezpečí z důvodu nemoci nebo stáří“ (CIC, kán. 1004; srov. KKC, §1514). Nová nemoc nebo zhoršení zdravotního stavu umožňuje člověku přijmout svátost opakovaně.
Protože v západní církvi se svátost udělovala pouze těm, kteří byli v bezprostředním nebezpečí smrti, začala se nazývat latinsky „extrema unctio“, tj. „poslední pomazání“, které se uděluje jako jeden z posledních obřadů. Dalšími posledními obřady jsou zpověď (pokud umírající není fyzicky schopen se vyzpovídat, uděluje se alespoň rozhřešení, podmíněné existencí lítosti) a eucharistie, která se při podávání umírajícím nazývá „pokrm na cestu“ nebo latinským názvem „viaticum“, doslova „proviant na cestu“.

## Sociální (služebné) svátosti

### Svátost kněžství
Hlavní článek: Biskupové v katolické církvi, Kněžství v katolické církvi a Jáhenství v katolické církvi
Kněžské svěcení je svátost, kterou se laik stává jáhnem, jáhen knězem a kněz biskupem, zasvěceným službě církvi. V sestupném pořadí podle hodnosti se tyto tři stupně označují jako episkopát, presbyterát a diakonát. Biskup je jediným vysluhovatelem této svátosti. Svěcení na biskupa mu propůjčuje plnost této svátosti s členstvím v biskupském kolegiu, které je v církvi nástupnickým orgánem apoštolů, a svěřuje mu trojí úřad učit, posvěcovat a řídit Boží lid. Kněžské svěcení povolává kněze, aby při eucharistické slavnosti přijal roli Krista, hlavy církve, jediného podstatného velekněze, a svěřuje mu jako pomocníkovi biskupa moc a odpovědnost slavit svátosti s výjimkou svátosti svěcení. Svěcení na jáhna konfiguruje člověka do služby biskupovi, zejména při výkonu křesťanské lásky církve vůči chudým a při hlásání Božího slova.
Muži, kteří rozlišují povolání ke kněžství, musí podle kanonického práva (CIC, kán. 1032.) absolvovat seminární program s vysokoškolským filosofickým a teologickým studiem a formačním programem, který zahrnuje duchovní vedení, rekolekce, apoštolát a výuku latiny. O průběhu studia v rámci přípravy na kněžské svěcení „trvalého“ jáhna (který nemá v úmyslu stát se knězem) rozhoduje místní biskupská konference.

### Svátost manželství
Hlavní články: Manželství (katolická církev) a Kanonické manželství

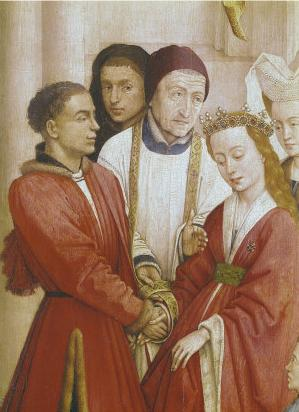
Manželství na oltářním obraze Rogiera Van der Weydena

Manželství je další svátost, která posvěcuje k určitému poslání při budování církve a poskytuje milost k naplnění tohoto poslání. Tato svátost, vnímaná jako znamení lásky spojující Krista a církev, zakládá mezi manželi trvalé a výlučné pouto, zpečetěné Bohem. Proto manželství mezi pokřtěnými lidmi, které bylo platně uzavřeno a konzumováno, nemůže být zrušeno. Svátost jim uděluje milost potřebnou k dosažení svatosti v manželském životě a k odpovědnému přijetí a výchově dětí. Podmínkou platnosti je, že svátost se slaví za přítomnosti místního ordináře nebo faráře nebo jimi pověřeného klerika (nebo za určitých omezených okolností laika pověřeného diecézním biskupem se souhlasem biskupské konference a povolením Svatého stolce) a nejméně dvou dalších svědků. To i přesto, že v teologické tradici latinské církve jsou vysluhovateli svátosti jednoznačně sami manželé. Pro platné manželství musí muž a žena vyjádřit svůj vědomý a svobodný souhlas s definitivním sebeodevzdáním se druhému, nevylučující žádnou ze základních vlastností a cílů manželství. Pokud je jeden z nich nekatolický křesťan, je jejich manželství platné pouze tehdy, pokud k němu obdrží svolení příslušné autority katolické církve. Pokud jeden z nich není křesťanem (tj. nebyl pokřtěn), je k platnosti sňatku nutný dispens příslušné autority.

## Platnost a dovolenost
Hlavní článek: Platnost a dovolenost (katolická církev)
Jak bylo řečeno výše, účinek svátostí přichází ex opere operato (samotným faktem jejich udílení). Jelikož je to Kristus, kdo skrze ně působí, jejich účinnost nezávisí na kvalitě vysluhovatele. Víra, že platnost svátosti závisí na svatosti vysluhovatele, byla v donatistické krizi odmítnuta.
Zdánlivé udílení svátosti je však neplatné, pokud osoba, která ji vysluhuje, nemá potřebnou moc (jako kdyby mši sloužil jáhen). Neplatné jsou také tehdy, pokud chybí požadovaná „materie“ nebo „forma“. Materie je vnímatelný hmotný předmět, jako je voda při křtu nebo chléb a víno při eucharistii, nebo viditelný úkon. Forma je slovní vyjádření, které specifikuje význam hmoty, jako například (v západní církvi): „N., křtím tě ve jménu Otce i Syna i Ducha svatého“. Navíc, pokud kněz pozitivně vyloučí nějaký podstatný aspekt svátosti, je svátost neplatná. Tato poslední podmínka stojí za rozsudkem Svatého stolce z roku 1896 (Apostolicae curae), který popírá platnost anglikánského svěcení, rozsudkem, který je sice zpochybňován, ale stále trvá.
Svátost může být udělena platně, ale nedovoleně, pokud není dodržena podmínka stanovená kanonickým právem. Zřejmými případy jsou udělování svátosti knězem pod trestem exkomunikace nebo suspendace nebo biskupské svěcení bez papežského pověření (s výjimkou určitých okolností uvedených v kanonickém právu).

### Překážky
Hlavní článek: Překážka (katolické kanonické právo)
Viz též: Deklarace nulity
Kanonické právo stanoví překážky pro přijetí svátostí svěcení a manželství. Některé překážky jsou pouze zakazující a týkají se pouze dovolenosti, ale překážka v podobě zabraňující činí jakýkoli pokus o udělení svátosti neplatným.
V latinské církvi může pouze Svatý stolec autenticky prohlásit, kdy božské právo zakazuje nebo zneplatňuje manželství, a pouze Svatý stolec má právo stanovit pro pokřtěné jiné překážky manželství (CIC, kán. 1075). Jednotlivé východní katolické církve však mohou po splnění určitých požadavků, mezi něž patří konzultace (nikoli však nutně získání souhlasu) se Svatým stolcem, překážky stanovit.
Pokud je překážka dána pouze církevním právem, nikoliv božským, může církev udělit dispens od této překážky.
Podmínky platnosti manželství, jako je dostatečné užívání rozumu (CIC, kán. 1095) a svoboda od nátlaku (CIC, kán. 1103), a požadavek, aby manželství bylo obvykle uzavřeno v přítomnosti místního ordináře nebo faráře nebo jimi pověřeného kněze či jáhna a za přítomnosti dvou svědků (CIC, kán. 1108), nejsou v Kodexu kanonického práva z roku 1983 klasifikovány jako překážky, ale mají v podstatě stejný účinek.

### Podmíněné udělení
Hlavní článek: Podmíněná svátost (svátost udělená pod podmínkou)
Viz též: Podmíněný křest (křest udělený pod podmínkou)
Tři svátosti se nemohou opakovat: křest, biřmování a kněžské svěcení: jejich účinek je trvalý. Toto učení bylo vyjádřeno pojmy: na Západě nesmazatelné svátostné znamení, na Východě pečeť (KKC 698). Pokud však existují pochybnosti o platnosti udělení jedné nebo více těchto svátostí, lze použít podmíněnou formu udělení, jako např.: „Nejsi-li ještě pokřtěn, křtím tě ...“.
Do přelomu druhého a třetího tisíciletí bylo v katolické církvi běžnou praxí pokřtít podmíněně téměř každého konvertitu z protestantismu, protože bylo obtížné posoudit platnost v konkrétním případě. V případě velkých protestantských denominací dohody zahrnující ujištění o způsobu udělování křtu tuto praxi ukončily, u ostatních skupin protestantské tradice však někdy pokračuje. Katolická církev vždy uznávala platnost svátostí ve východní ortodoxní církvi, ale výslovně popřela platnost křtu uděleného v Církvi Ježíše Krista Svatých posledních dnů. Neuznává křestní obřad, při němž jsou jména tří božských osob (neboli hypostazí) Nejsvětější Trojice – Otce, Syna a Ducha svatého – nahrazena opisy jako Stvořitel, Vykupitel a Posvětitel nebo Stvořitel, Osvoboditel a Udržovatel, a požaduje, aby se při křtu těch, kdo tento druh křtu přijali, nepoužívala podmiňovací forma.

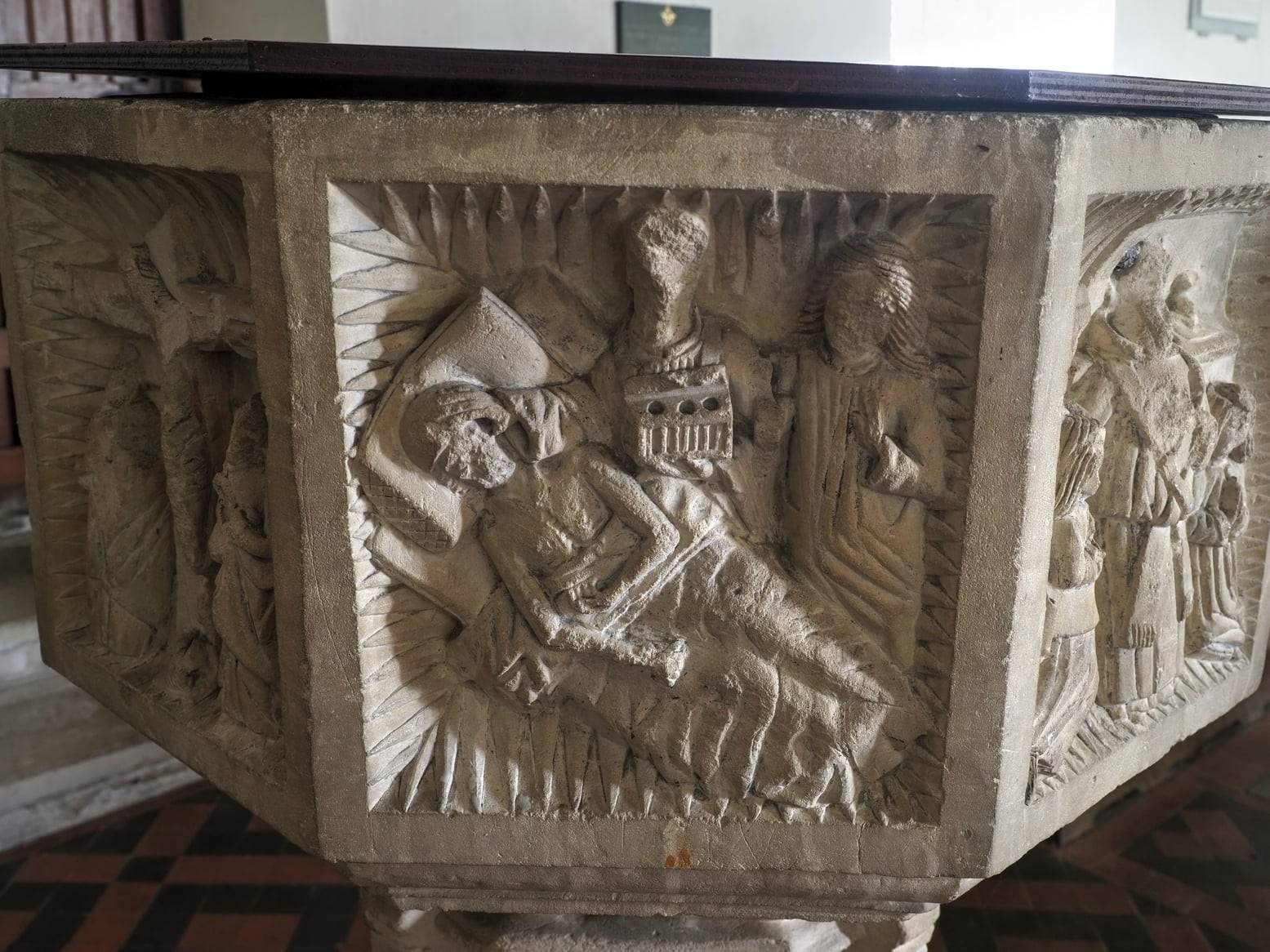
Poslední pomazání na křtitelnici v Great Glemhamu, Suffolk

## Písmové sady s vyobrazením sedmi svátostí
Křest je první svátostí v životě člověka, a proto se sedm svátostí stalo ve východních hrabstvích Anglie ozdobným motivem pro písma. Osmiúhelníková forma umožňovala reliéfní plastiky všech sedmi a navíc ukřižování. Příklady lze nalézt např. v kostele sv. Bartoloměje ve Sloley v Norfolku a jinde.